# گل صدبرگ
گل صدبرگ نام آلبومی است که به یاد هشتصدمین سالگرد تولد مولانا در مایهٔ بیات ترک، در سال ۱۳۶۰ به صورت گروه‌نوازی سه‌تار، به سرپرستی و تنظیم جلال ذوالفنون و با آواز شهرام ناظری با گرایش موسیقی عرفانی ایران عرضه شد.
اجرا و پخش موسیقی اصیل ایرانی که تقریباً از اواسط سال ۱۳۶۰ ه‍.ش با انتشار نهمین نوار چاووش متوقف شده بود، از اواخر سال ۱۳۶۰ ه‍.ش و اوایل سال بعد با نوارهای کاستی به مناسبت هشتصدمین سال تولد مولانا و با شعرهایی از مولوی که توسط شهرام ناظری اجرا شده بود، مجدداً رونق گرفت. «گل صد برگ» معروف‌ترین این نوازهای کاست بود که باب موسیقی عرفانی را در فضای موسیقی بعد از انقلاب باز کرد. همنوازی سه‌تار، حضور دف برای اولین بار در همنوازی با سازهای دیگر و لحن خاص آوازی شهرام ناظری، همگی در طرح این تعبیر جدید از موسیقی دخالت داشت. در همان سال‌ها بود که پخش تصنیف «اندک اندک جمع مستان می‌رسند» از همین نوار، در هفتهٔ دفاع مقدس و بر روی تصویرهایی از رزمندگان از تلویزیون، چراغ سبز صدا و سیما به این نوع موسیقی تازه پا گرفته در آن سال‌های پایانی جنگ قلمداد شد.

## توضیح اثر

### هنرمندان
- آواز: شهرام ناظری
- سرپرست گروه: جلال ذوالفنون
- سه تار: جلال ذوالفنون
- سه تار: رضا قاسمی
- سه تار: محمدحسن مهدیان
- سه تار: کاوه دلیرآذر
- سه تار: امیر هوشنگ اردلان
- دف: بیژن کامکار

### فهرست آهنگ‌ها
این اثر به یاد هشتصدمین سال تولد مولوی در بیات ترک (بیات زند) منتشر بود.

#### روی اول
- مقدمهٔ چاووشی
  - شعر از عطار نیشابوری
- پیش‌درآمد و تصنیف (درس سحر)
  - ساخته جلال ذوالفنون
  - شعر از حافظ
- ساز و آواز (مثنوی)
  - هم نواز آواز: جلال ذوالفنون
  - شعر از مولوی
- تصنیف (اندک اندک)
  - ساخته شهرام ناظری
  - شعر از مولوی
- چهار مضراب قدیمی بیات ترک
  - روایت استاد سعید هرمزی
  - تک نواز: رضا قاسمی

#### روی دوم
- ساز و آواز (دل من رای تو دارد)
  - همنواز: جلال ذوالفنون
  - شعر از مولوی
- تصنیف (الا یا ایها الساقی)
  - ساخته: رضا قاسمی
  - شعر: مولوی و حافظ
- قطعهٔ ضربی
  - شعر از مولوی
  - ساختهٔ رضا قاسمی

### اشعار
- مقدمهٔ چاووشی شعر از عطار نیشابوری

| عزم آن دارم که امشب نیمه مست |  | پای کوبان کوزهٔ دُردی به دست   |
| سر به بازار قلندر برنهم      |  | پس به یک ساعت ببازم هرچه هست |
| پردهٔ پندار می‌باید درید       |  | توبهٔ تزویر می‌باید شکست       |
| وقت آن آمد که دستی بر زنم    |  | چند خواهم بود آخر پای بست    |

- متن تصنیف درس سحر از حافظ

| ما درس سحر در ره میخانه نهادیم      |  | محصول دعا در ره جانانه نهادیم     |
| در خرمن صد زاهد عاقل زند آتش        |  | این داغ که ما بر دل دیوانه نهادیم |
| چون می‌رود این کشتی سرگشته که آخر    |  | جان بر سر آن گوهر یک دانه نهادیم  |
| در دل ندهم ره پس از این مهر بتان را |  | مهر لب او بر در این خانه نهادیم   |

- متن ساز و آواز از مولوی

| همزبانی خویشی و پیوندی است |  | یار با نامحرمان چون بندی است |
| ای بسا هندو و ترک همزبان   |  | ای بسا دو ترک چون بیگانگان   |
| پس زبان محرمی خود دیگرست   |  | همدلی از همزبانی بهترست      |

- متن تصنیف اندک اندک از مولوی

| اندک اندک جمع مستان می‌رسند    |  | اندک اندک می پرستان می‌رسند  |
| دلنوازان نازنازان در ره اند   |  | گلعذاران از گلستان می‌رسند   |
| اندک اندک زین جهان هست و نیست |  | نیستان رفتند و هستان می‌رسند |
| سِر خمش کردم که آمد خوان غیب   |  | نک بتان با آب دستان می‌رسند  |

- ساز و آواز شعر از مولوی

| دل من رای تو دارد سر سودای تو دارد      |  | رخ فرسوده زردم غم صفرای تو دارد       |
| سر من مست جمالت دل من دام خیالت         |  | گهر دیده نثار کف دریای تو دارد        |
| ز تو هر هدیه که بردم به خیال تو سپردم   |  | که خیال شکرینت فر و سیمای تو دارد     |
| گل صد برگ به پیشِ تو فروریخت ز خجلت      |  | که گمان برد که او هم رخ رعنای تو دارد |
| اگرم در نگشایی ز ره بام درآیم           |  | که زهی جان لطیفی که تماشای تو دارد    |
| به دو صد بام برآیم به دو صد دام درآیم   |  | چه کنم آهوی جانم سر صحرای تو دارد     |
| خمش ای عاشق مجنون به مگو شعر و بخور خون |  | که جهان ذره به ذره غم غوغای تو دارد   |

- تصنیف الا یا ایها الساقی شعر از مولوی و حافظ

| دلا نزد کسی بنشین که او از دل خبر دارد  |  | به زیر آن درختی رو که او گلهای تر دارد  |
| نه هر کلکی شکر دارد نه هر زیری زبر دارد |  | نه هر چشمی نظر دارد نه هر بحری گهر دارد |
| بنال ای بلبل دستان ازیرا ناله مستان     |  | میان صخره و خارا اثر دارد اثر دارد      |

| الا یا ایها الساقی ادر کاسا و ناولها  |  | که عشق آسان نمود اول ولی افتاد مشکل‌ها |
| به بوی نافه‌ای کاخر صبا زان طره بگشاید |  | ز تاب جعد مشکینش چه خون افتاد در دل‌ها |
| شب تاریک و بیم موج و گردابی چنین هایل |  | کجا دانند حال ما سبک‌باران ساحل‌ها      |

- متن قطعه ضربی از مولوی

| چه دانستم که این سودا مرا زین سان کند مجنون |  | دلم را دوزخی سازد دو چشمم را کند جیحون        |
| چه دانستم که سیلابی مرا ناگاه برباید        |  | چو کشتی ام دراندازد میان قُلزُم پرخون           |
| زند موجی بر آن کشتی که تخته تخته بشکافد     |  | که هر تخته فروریزد ز گردش‌های گوناگون          |
| نهنگی هم برآرد سر خورد آن آب دریا را        |  | چنان دریای بی‌پایان شود بی‌آب چون هامون         |
| شکافد نیز آن هامون نهنگ بحرفرسا را          |  | کشد در قعر ناگاهان به دست قهر چون قارون       |
| چو این تبدیل‌ها آمد نه هامون ماند و نه دریا  |  | چه دانم من دگر چون شد که چون غرق است در بی‌چون |
| چه دانم‌های بسیار است لیکن من نمی‌دانم        |  | که خوردم از دهان بندی در آن دریا کفی افیون    |